# Orestias ascotanensis
Orestias ascotanensis är en fiskart som beskrevs av Parenti, 1984. Orestias ascotanensis ingår i släktet Orestias och familjen Cyprinodontidae. Inga underarter finns listade i Catalogue of Life.